# موندو
موندو (به فرانسوی: Moundou) دومین شهر بزرگ چاد و مرکز منطقه لُگُن اکسیدنتال است.
این شهر در مجاورت رودخانه اِمبِره (منشعب از غرب رود لُگُن) و حدود ۴۷۵ کیلومتری جنوب پایتخت انجامنا واقع شده و شهر اصلی مردم نگامبی است.
موندو به عنوان یک مرکز صنعتی و جایگاه جشن آبجوسازی رشد کرده است که محبوب‌ترین تولیدات چاد، آبجو و صنایع پنبه و روغن در آن رونق دارد.

## خصوصیات
در سال ۲۰۱۲ موندو ۱۳۷٬۹۲۹ نفر جمعیت داشته و ۴۱۳ متر بالاتر از سطح دریا واقع شده است.